# Mid Glamorgan
Mid Glamorgan (walisisch Morgannwg Ganol) ist ein Preserved County und eine ehemalige Verwaltungsgrafschaft von Wales. Ein Preserved County in Wales umfasst den Zuständigkeitsbereich der zeremoniellen Ämter Lord Lieutenant und High Sheriff.

## Verwaltungsgeschichte
1974 wurde aus Teilen der Grafschaft Glamorgan und dem Merthyr Tydfil County Borough die neue Verwaltungsgrafschaft Mid Glamorgan gebildet und in sechs Districts eingeteilt. Der Verwaltungssitz von Mid Glamorgan war außerhalb der Grafschaft in Cardiff. Seit der Verwaltungsreform von 1996 ist Mid Glamorgan keine Verwaltungsgrafschaft mehr, sondern ein Preserved County. Auf seinem Gebiet liegen heute drei Principal Areas:
- Bridgend County Borough
- Merthyr Tydfil County Borough
- Rhondda Cynon Taf